# برنامه تلویزیونی

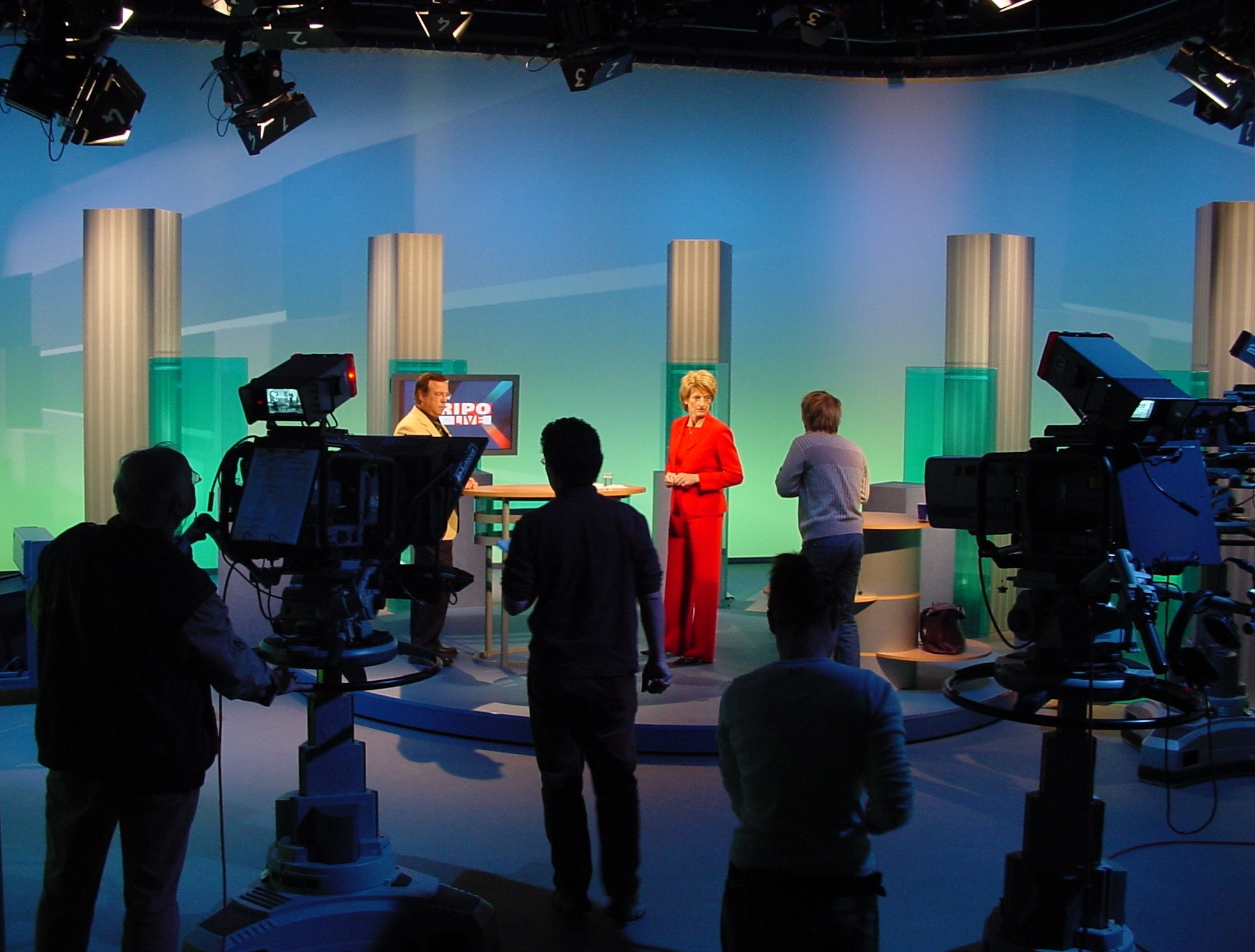
یک برنامه تلویزیونی زنده در برابر دوربین‌ها

یک برنامه تلویزیونی، نمایش تلویزیونی یا شوی تلویزیونی، ارجاع کلی به هر محتوایی است که برای پخش در تلویزیون تولید می‌شود. این شامل محتوای ساخته‌شده توسط شبکه‌های تلویزیونی و محتوای ساخته شده برای پخش توسط شرکت‌های تولید فیلم می‌شود. اخبار فوری، تبلیغات یا تریلرهایی که معمولاً بین برنامه‌ها قرار می‌گیرند مستثنی هستند. برنامه‌های تلویزیونی اغلب برای پخش در موعد مقرر برنامه‌ریزی می‌شوند و در EPG یا جدول‌های پخش اعلام می‌شوند، بااین حال سرویس‌های استریم اغلب آنها را برای مشاهده در هر زمان در دسترس قرار می‌دهند. محتوای یک برنامه تلویزیونی با یکی از دو روش تولید تولید می‌شود: نمایش‌های زنده مانند برنامه‌های متنوع و مجلات خبری که روی صحنه استودیوی تلویزیونی به صورت زنده فیلمبرداری می‌شوند یا پخش زنده رویدادهای ورزشی. مدل تولید دیگر شامل تولید از انیمیشن تا فیلم و سریال برای تلویزیون است.
برنامه‌های تلویزیونی را می‌توان به صورت زنده، ضبط شده برای رسانه خانگی، ضبط شده با دستگاه ضبط تصویر دیجیتال، با ویدئو به‌درخواست، گیرنده دیجیتال تلویزیون یا تلویزیون اینترنتی مشاهده کرد. یک مجموعه تلویزیونی به برنامه‌ یا نمایشی گفته می‌شود که معمولاً در چندین قسمت منتشر می‌شوند و از یک خط داستانی پیروی می‌کنند. مجموعه‌های تلویزیونی کوتاه را می‌توان مینی‌سریال نیز نامید. همچنین فیلم تلویزیونی یا تله‌فیلم، فیلمی است که برای پخش از تلویزیون ساخته می‌شود.

## تولید
مراحلی که برای تولید یک برنامه تلویزیونی طی می‌شوند عبارتند از:
1. ایدهٔ اولیه: بررسی این که چگونه می‌توان موضوعی را به صورت دلخواه گسترش و نشان داد و مواد و مطالب برنامه را در کجا می‌توان یافت. در این مرحله همچنین اطلاعاتی در مورد شیوهٔ استفاده از مطالب (از نگاه حقوق اجرایی، تألیف و …) جمع‌آوری می‌شود و هزینه‌های برنامه ارزیابی می‌گردد. افزون‌بر این عوامل مورد نیاز هم در نظر گرفته می‌شوند.
2. پژوهش: در این مرحله اطلاعات لازم جمع‌آوری می‌گردد.
3. تهیهٔ متن: این متن اولیه، عناوین فرعی برنامه، شیوهٔ کلی اجرای برنامه و گفت‌وگوها، گزارش‌ها و تفسیرها را مشخص می‌کند.
4. بررسی و ارزیابی: متن اولیه جهت تنظیم ارتباطات و مرتب‌کردن موضوع‌ها، صحنه‌ها و ردیف اجرای برنامه مورد ارزیابی قرار می‌گیرد. همچنین مدت زمان احتمالی برنامه، دکور یا محل تصویربرداری لازم، مواد و مطالب کمکی لازم که از منابع تصویری دیگر باید تأمین شود در این مرحله بررسی می‌شود.
5. طراحی و برنامه‌ریزی اولیه: کارگردان در دیدار و تبادل نظر با عوامل اصلی تیم تولید قالب پیشنهادی برنامه را ارزیابی می‌کند.
6. متن نهایی: احتمالاً متن بازنگری‌شده تهیه می‌گردد و در مورد روش و نحوهٔ تولید، اطلاعات نهایی در متن گنجانده می‌شود. فهرست‌کردن نام شرکت‌کنندگان و برای برنامه‌های داستانی که نیاز به بازیگر دارد، انتخاب بازیگران؛ در این مرحله صورت می‌گیرد.
7. جلسات هماهنگی/برنامه‌ریزی‌های فنی تولید: در این مرحله پس از ادای توضیحات کارگردان پیرامون تمام برنامه، کارشناسان نظرات خود را بیان می‌کنند. تیم تولید، طراحی و ارزیابی عملیات فنی را آغاز می‌کند.
8. اقدام برای عقد قراردادها و آغاز رسمی کار: به دنبال این هماهنگی‌ها و پس از تأیید مسئولان، کارشناسان آغاز به استخدام با افراد لازم می‌کنند.
9. آماده‌سازی متن برای تمرین: تصویر نامه با تمام جزئیات اجرای برنامه و حرکات دوربین‌ها آماده می‌شود، ترفندها و جلوه‌های مخصوص تصویری لازم تعیین می‌گردد. در برنامه‌های نمایشی، راهنمایی‌های بیشتری در مورد زمان و مکان اجرای صحنه داده می‌شود (ازجمله نور روز، عصر، اتاق نشیمن و …) برای سامان دادن به روال عمومی تولید، تمرینات اولیه برای آشنایی گروه با برنامه انجام می‌گردد.
10. تمرینات ابتدایی در سالن تمرین: در این مرحله، به‌طور معمول تمرین بازیگران، شرکت کنندگان در برنامه، خط گفتار، حرکات صحنه و توافق‌های اساسی برای برابری حرکات بازیگران با وسایل فنی، در سالن تمرین و قبل از رفتن به استودیو انجام می‌گیرد.
11. تهیهٔ تصویر نامه برای تمرین: این نوشته متنی است که به‌طور کامل آماده شده و با افزودن جزئیات اضافی به متن تمرینی به دست می‌آید. همچنین تمام جزئیات فنی لازم را دربرمی‌گیرد.
12. بررسی‌ها و ملاحظات فنی: در جلسهٔ تمرین نهایی و پیش از ورود به استودیو، کارشناسان و متخصصان فنی (ازجمله تصویربرداران و عوامل نور و صدا و …) برای آشنا شدن با حرکات مجریان و بازیگران و نحوهٔ اجرای حرکات، کنترل و رفع مشکلات احتمالی، در محل تمرین حاضر می‌شوند.
13. آماده‌سازی استودیو: صحنه‌پردازی و صحنه‌آرایی، نورپردازی، چیدن وسایل و آماده‌سازی دوربین‌ها و لوازم صدابرداری و کنترل دستگاه‌های ضبط و پخش در این مرحله انجام می‌شود.
14. تمرین با دوربین: در این مرحله تمرین عوامل برنامه درحضور دوربین فیلم‌برداری انجام می‌گیرد و کارگردان راهنمایی‌های لازم را انجام می‌دهد.
15. ضبط: برنامه ضبط می‌گردد که این کار ممکن است در بخش‌های کوتاه یا به‌طور کامل در یک برداشت انجام شود. در برنامه‌های زندهٔ تلویزیونی، گذشته از ضبط برنامه، پخش هم‌زمان آن نیز صورت می‌گیرد.
16. تدوین تصاویر کپی شده: کارگردان و تدوین‌گر، تمام نسخه‌های برنامهٔ ضبط شده را برای شناسایی نماهای مختلف مورد نیاز آن نگاه می‌کنند. سپس با گزارش‌های منشی صحنه، کارگردان در مورد انتخاب نماهای مناسب، ردیف کردن نماها و آماده‌سازی انواع جلوه‌های لازم، تصمیم می‌گیرد.
17. تدوین تصاویر اصلی: بر اساس رمزهای تعیین شده و نسخهٔ تدوین شدهٔ اولیه، نماهای مختلف از یک یا چند نوار، به‌طور مرتب و پشت‌سرهم، با کیفیت بالا روی نوار اصلی برای فرستادن به واحد پخش، ضبط می‌گردد. هنگام تهیهٔ این نسخه، هر نوع اصلاح در تصویر (از نظر رنگ) و صدا (از نظر ایجاد طنین لازم و ضروری) صورت می‌گیرد. همچنین در این مرحله است که عناوین، آثار صوتی ویژه، موسیقی زمینه، تمهیدات و جلوه‌های تصویری و غیره به نوار افزوده می‌شود.
18. بازبینی پایانی: نوار کامل‌شدهٔ برنامه بازبینی و کنترل می‌شود و اگر بدون اشکال بود، تأیید می‌گردد. در این مرحله زمان پخش برنامه به توافق و تصویب می‌رسد و نوار روند مراحل پخش را آغاز می‌کند.
19. انتقال: از نوار تولید شده، یک یا دو نسخهٔ کامل برای بایگانی و پخش تهیه می‌گردد.

- در برنامه‌های ساده‌تر، این مراحل گوناگون تولید، خلاصه یا حذف می‌گردد. برای مثال در یک مصاحبهٔ سادهٔ تلویزیونی مراحل ۲ و ۶ و ۹ و ۱۰ و ۱۲ و ۱۶ ضروری نیست.[۱]

## عوامل
برای ساخت یک برنامهٔ تلویزیونی افراد مختلفی مشارکت دارند که مهم‌ترین آن‌ها عبارتند از:
- کارگردان
- تهیه‌کننده: سازمان دهنده، تأمین‌کنندهٔ مالی و سرپرست برنامه از ابتدا تا انتها
- پژوهشگر: تحقیقات مربوط به موضوع را انجام می‌دهد
- نویسنده: متن برنامه را تهیه می‌کند
- مدیر فیلمبرداری: مسئولیت هماهنگی عوامل و گروه فیلمبرداری و نورپردازی را بر عهده دارد
- صدابردار: کیفیت صدا را کنترل می‌کند و به وسیله گروه صدا برداری همراهی می‌شود
- طراح صحنه و لباس: طراح صحنه به طراحی دکور برنامه یا طراحی صحنه‌ای که قرار است فیلمبرداری شود می‌پردازد. گذشته از این، در تولید برنامه‌های بزرگ تلویزیونی، لباس‌های مورد نیاز مجریان، بازیگران یا… را یا از انبار اجاره می‌کنند یا پس از طراحی توسط طراح لباس طبق نیازهای برنامه، آن را می‌دوزند.

## نقش صدا
در برنامهٔ تلویزیونی، صدا تنها همراهی‌کنندهٔ تصویر نیست، بلکه قدرت و توانمندی تأثیرگذاری را از طریق موسیقی یا جلوه‌های صوتی، به تصویر می‌بخشد.
- توصیف تصویر
- تفسیر و تشریح تصویر
- بهبود معنای تصویر
- قدرت بخشیدن به مفهوم تصویر
- غنا بخشیدن به جذبهٔ تصویر